# 考城縣
考城縣，中国旧县名。
新朝時期為嘉穀縣。東漢改菑縣置，治所在今河南省民權縣東北。西晉初廢，尋復。北魏孝昌中改置考陽縣。北齊天保中改名成安縣。隋開皇十八年（598年）復名考城縣。五代後梁改名戴邑縣。後唐復改考城縣。明正統二年（1437年）移治今蘭考縣東北，屬歸德府睢州。1954年與蘭封縣合併。